# 美丽茶藨子
美丽茶藨子（学名：Ribes pulchellum），为虎耳草科茶藨子属下的一个植物种。